# Batalla de Sepea
La batalla de Sepea fue un conflicto bélico que tuvo lugar en el año 494 a. C. entre las fuerzas de la ciudad estado de Esparta, dirigida por el rey Cleómenes I, y la ciudad de Argos.
La batalla terminó con victoria espartana, y supuso el establecimiento de su hegemonía sobre todo el Peloponeso.